# Italpark

Vista de la entrada, boletería y marquesina.

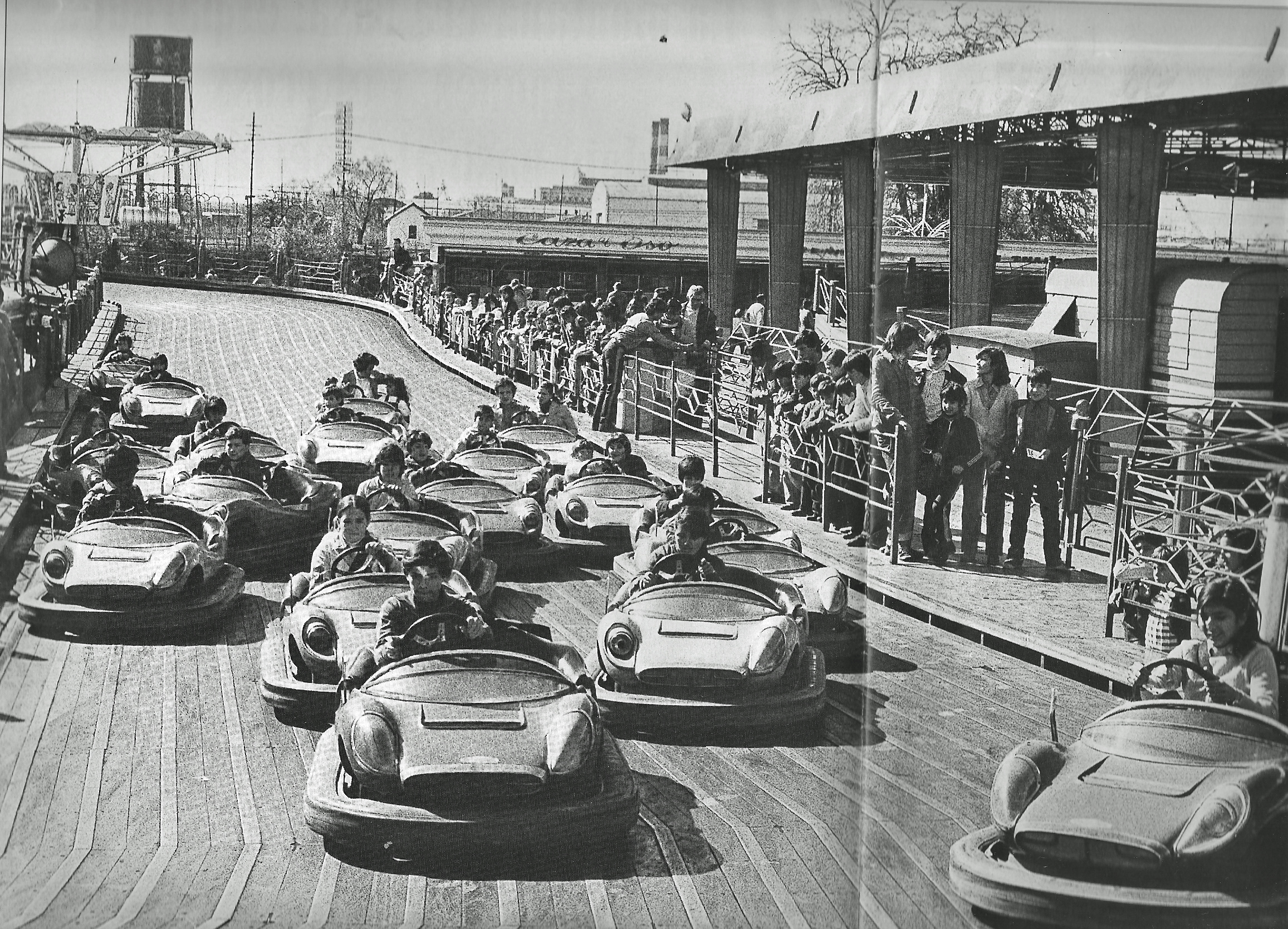
Pista de autos chocadores "Super Monza" en el Italpark, año 1969.

El Italpark fue un parque de diversiones de la ciudad de Buenos Aires que se encontraba emplazado en donde actualmente se encuentra el parque Thays (avenidas del Libertador y Callao) en el barrio de Recoleta, y que después de los treinta años en que funcionó se convirtió en un ícono de la memoria colectiva de los porteños.

## Historia
Emplazado en los terrenos del antiguo parque República Federativa del Brasil, en la intersección de las avenidas del Libertador y Callao, al lado de lo que en esos momentos era la Exposición del Sesquicentenario, en Buenos Aires, fue creado en 1960 por la familia Zanon, inmigrantes italianos. Con aproximadamente 45 000 m², era el parque de atracciones mecánicas más importante de América del Sur durante la década de 1980.
Poseía unos treinta y cinco juegos electromecánicos que fueron importados de Italia, de ahí su nombre. Los complementaban una veintena de stands con atracciones.

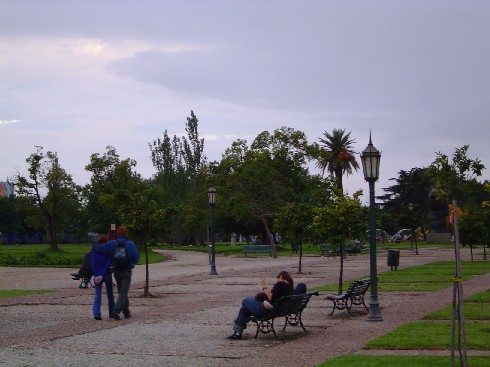
Vista del Parque Thays, donde se encontraba el parque.

En la primavera de 1979 barcos desde Países Bajos trajeron la montaña rusa llamada Corkscrew, de la empresa neerlandesa Vekoma, que en su momento era la más alta de Sudamérica, con dos tirabuzones o rulos que fue inaugurada en el invierno de 1980.
También en 1982 fue traído desde Italia el juego Matter Horn. Era un juego de alta velocidad, y uno de los más populares del parque.
Algunos de los juegos más populares fueron el tiovivo (calesita) acuático, el Boom-Ball (se hacía blanco y se contaban los aciertos realizados electrónicamente), otro tiro al blanco con la escenografía de Bonanza, un teleférico importado de Suiza, el juego de las tazas, los autitos chocadores, los autódromos Autos Sprint, Súper Monza o Indianápolis, el "Dumbo" —que reemplazó al peligroso martillo (una cabina que se elevaba y caía en forma brusca)—, "la gruta de los fantasmas" y el tren fantasma, que se destruyó en un incendio el 27 de mayo de 1978. Un nuevo incendio en agosto de 1989 quemó la pista de autos chocadores Súper Monza y en octubre de ese año se incendió el laberinto del terror. En ningún caso hubo víctimas.
El Super Monza fue reparado meses después; no así el "Laberinto del Terror".

### Crisis y fin del Italpark
Corría el año 1990, y la mala situación económica del Italpark se vio reflejada en el mantenimiento de sus instalaciones por parte de sus propietarios. En horas de la tarde del 29 de julio de ese año, ocurrió un accidente en uno de los juegos del parque, el Matter Horn, inaugurado en 1983 y sin controles eficientes desde entonces.
En ese accidente perdió la vida una adolescente de 15 años, Roxana Alaimo. La amiga que la acompañaba terminó en el hospital con heridas graves pero sobrevivió.
Luego de este siniestro, la Justicia dispuso la clausura preventiva del Italpark y se sucedieron los trabajos de inspección y reparación, con el fin de la pronta reapertura del complejo, situación frustrada con la clausura definitiva del predio por parte del Intendente Carlos Grosso cuatro meses después, erigiéndose allí posteriormente el Parque Thays.
El parque funcionaba con más de 4 meses de vencido el contrato de concesión, hecho vinculado a la corrupción del entonces intendente Carlos Grosso.
El 10 de febrero de 1997 la Justicia porteña determinó que Italpark debería indemnizar a los padres de la chica fallecida en el accidente. La empresa de seguros Caledonia se hizo cargo del pago de 520 000 pesos convertibles (equivalente a 520 000 dólares de 1997) a la madre de Roxana Celia Alaimo.

## En la cultura popular
- En la película de Damián Szifron, Relatos salvajes, el episodio del carrito del Italpark desprendiéndose es mencionado por la actriz Érica Rivas en uno de los momentos más dramáticos y memorables de la película.
- Re loca, película de Natalia Oreiro.
- El programa uruguayo Voces anónimas dedica un programa sobre una leyenda urbana relacionada con este parque.
- En 1987 se filmaron escenas de la película Galería del terror, dirigida por Enrique Carreras y protagonizada por Jorge Porcel y Alberto Olmedo junto con Beatriz Salomón y Susana Romero.
- En 2022 la banda Laja y El Sobreviviente lanzó un disco llamado "Italpark", el cual cuenta con ocho canciones donde cada una de ellas lleva el nombre de un juego del parque. Es un trabajo conceptual que cuenta la realidad argentina de los años ochenta.
- En 2003, se estrenó una parodia de la serie argentina Alejo y Valentina, sobre Volver al Futuro en la que el protagonista Carlitox, viaja a 1990 justo al Italpark en el día del accidente.

## Citas
1. ↑  Sánchez, Nora (28 de julio de 2020). «La maldición de los parques de diversiones porteños: a 30 años de la tragedia que le puso fin al Italpark». www.clarin.com. Consultado el 12 de marzo de 2021.
2. ↑  Condena por una muerte en el Italpark 11/02/1997 Diario Clarín